# Płoniwowce
Płoniwowce (Pottiales) – rząd mchów (prątników) z podklasy Dicranidae. Dzielony był na 6 rodzin, a bardziej współcześnie na 4 rodziny, z czego trzy są monotypowe (zawierają jeden rodzaj) i większość rodzajów (96) należy do rodziny płoniwowatych Pottiaceae. Są to mchy rosnące głównie na ziemi lub skałach, rzadziej w wodach płynących.

## Morfologia
GametofitMchy ortotropowe (z rodnią, a w konsekwencji też sporofitami na szczytach łodyżek). Łodyżki często pokryte chwytnikami na całej długości. Listki równowąskie, łopatkowate, lancetowate lub językowate z żebrem przechodzącym na końcu liścia we włos lub kolec, czasem listki na końcach zaokrąglone.
SporofitSeta zwykle długa. Zarodnie z perystomem rozmaicie wykształconym – z ząbkami całobrzegimi, dwudzielnymi, nitkowatymi lub zredukowany, czasem brak.

## Systematyka
Rząd płoniwowce Pottiales M. Fleisch. należy do podklasy Dicranidae Doweld, klasy prątniki Bryopsida Rothm., podgromady Bryophytina Engler, gromady mchy Bryophyta Schimp.
Do rzędu w ujęciu Goffineta i in. należą 4 rodziny.
Wykaz rodzin
- Pottiaceae Schimp. – płoniwowate
- Pleurophascaceae Broth.
- Serpotortellaceae W. D. Reese & R. H. Zander
- Mitteniaceae Broth.